# كلاالجنوبية (الشوافعة)
كلاالجنوبية هي إحدى مشيخات المملكة المغربية، تتبع جغرافيا لإقليم القنيطرة وإداريًا لالشوافعة. يقدر عدد سكانها بـ 266 نسمة حسب الإحصاء الرسمي للسكان والسكنى لسنة 2004.